# 名稱來自神話的小行星列表
以下列舉了名稱來自神話的小行星。

## 羅馬神話
- (1) 刻瑞斯（Ceres）
- (3) 茱諾（Juno）
- (4) 維斯塔（Vesta）
- (8) 芙蘿拉（Flora）
- (12) 維多利亞（Victoria）
- (13) 厄革里亞（Egeria）
- (19) 福爾圖娜（Fortuna）
- (26) 普洛塞庇娜（Proserpina）
- (28) 貝羅那（Bellona）
- (32) 波摩納（Pomona）
- (37) 菲德斯（英语：Fides (deity)）（Fides）
- (39) 萊蒂西亞（英语：Laetitia (goddess)）（Laetitia）
- (49) 帕萊斯（Pales）
- (50) 維吉尼亞（Virginia）
- (58) 孔科耳狄亞（Concordia）
- (72) 費羅尼亞（英语：Feronia (mythology)）（Feronia）
- (78) 狄阿娜（Diana）
- (87) 西爾維亞（Sylvia）
- (93) 弥涅耳瓦（Minerva）
- (94) 奧羅拉（Aurora）
- (107) 卡米拉（英语：Camilla (mythology)）（Camilla）
- (109) 費莉西塔斯（Felicitas）
- (144) 維比利亞（Vibilia）
- (145) 阿黛娜（Adeona）
- (146) 盧西娜（Lucina）
- (151) 阿布恩丹提亞（Abundantia）
- (184) 德奧佩亞（英语：Deiopea (mythology)）（Dejopeja）
- (206) 赫西莉亞（Hersilia）
- (269) 朱斯提提亞（Justitia）
- (407) 阿剌克涅（Arachne）
- (408) 法瑪（Fama）
- (424) 格拉忒亞（Gratia）
- (446) 艾特尼塔斯（Aeternitas）
- (490) 維瑞塔斯（Veritas）
- (494) 維耳圖斯（Virtus）
- (532) 赫丘利納（Herculina）
- (639) 拉托娜（Latona）
- (661) 克洛莉亞（Cloelia）
- (679) 帕克斯（Pax）
- (763) 邱比特（Cupido）
- (1035) 阿瑪塔（Amata）
- (1221) 阿莫爾（Amor）
- (2063) 巴克斯（Bacchus）
- (2103) 拉維爾納（Laverna）
- (2546) 利比蒂娜（Libitina）
- (2736) 奧普斯（Ops）
- (3838) 艾波娜（Epona）
- (90482) 奧迦斯（Orcus）
- (120347) 薩拉喀亞（Salacia）
- (134340) 普路托（Pluto）
- (161989) 卡庫斯（Cacus）
- (341520) 摩耳斯（英语：Mors (mythology)）-索摩努斯（英语：Somnus）（Mors-Somnus）

## 希臘神話
- (2) 帕拉斯（英语：Pallas (daughter of Triton)）（Pallas）
- (5) 阿斯特賴亞（Astraea）
- (6) 赫柏（Hebe）
- (7) 伊麗絲（Iris）
- (9) 墨提斯（Metis）
- (10) 許癸厄亞（Hygiea）
- (11) 帕耳忒諾珀（英语：Parthenope (siren)）（Parthenope）
- (14) 厄瑞涅（Irene）
- (15) 歐諾彌亞（Eunomia）
- (16) 普赛克（Psyche）
- (17) 忒提斯（Thetis）
- (18) 墨爾波墨涅（Melpomene）
- (22) 卡利俄佩（Kalliope）
- (23) 塔利亞（Thalia）
- (24) 泰美斯（Themis）
- (27) 欧忒耳佩（Euterpe）
- (29) 安菲特里忒（Amphitrite）
- (30) 烏拉尼亞（Urania）
- (31) 歐芙洛緒涅（Euphrosyne）
- (33) 波吕许谟尼亚（Polyhymnia）
- (34) 喀耳刻（Circe）
- (35) 琉科忒亞（Leukothea）
- (36) 阿塔兰忒（Atalante）
- (38) 勒達（Leda）
- (40) 哈耳摩尼亞（Harmonia）
- (41) 达佛涅（Daphne）
- (43) 阿里阿德涅（Ariadne）
- (44) 尼薩（Nysa）
- (46) 赫斯提亞（Hestia）
- (47) 阿格萊亞（Aglaja）
- (48) 多里斯（Doris）
- (52) 歐羅巴（Europa）
- (53) 卡呂普索（Kalypso）
- (55) 潘朵拉（Pandora）
- (56) 梅萊特（Melete）
- (57) 謨涅摩敘涅（Mnemosyne）
- (59) 厄爾庇斯（英语：Elpis (mythology)）（Elpis）
- (60) 厄科（Echo）
- (61) 達那厄（Danaë）
- (62) 厄剌托（Erato）
- (65) 希栢利（Cybele）
- (66) 邁亞（Maja）
- (67) 亞夏（英语：Asia (Greek myth)）（Asia）
- (68) 勒托（Leto）
- (70) 帕諾佩亞（英语：Panopea）（Panopaea）
- (71) 尼俄伯（Niobe）
- (73) 克萊緹亞（Klytia）
- (74) 加拉蒂婭（英语：Galatea (mythology)）（Galatea）
- (75) 歐律狄刻（Eurydike）
- (79) 歐律諾墨（Eurynome）
- (81) 忒耳普西科瑞（Terpsichore）
- (82) 阿爾克墨涅（Alkmene）
- (84) 克利俄（Klio）
- (85) 伊俄（Io）
- (86) 塞墨勒（Semele）
- (90) 安地歐普（英语：Antiope (Amazon)）（Antiope）
- (91) 埃癸娜（Aegina）
- (95) 阿瑞圖薩（Arethusa）
- (96) 埃格勒（Aegle）
- (97) 克洛托（Klotho）
- (98) 伊安瑟（Ianthe）
- (99) 狄刻（Dike）
- (100) 赫卡忒（Hekate）
- (101) 海倫（Helena）
- (103) 赫拉（Hera）
- (104) 克里夢妮（Klymene）
- (105) 阿提米絲（Artemis）
- (106) 狄奧妮（英语：Dione (mythology)）（Dione）
- (108) 赫庫芭（Hecuba）
- (111) 阿忒（Ate）
- (112) 伊菲革涅亞（Iphigenia）
- (113) 阿玛尔忒娅（Amalthea）
- (114) 卡珊德拉（Kassandra）
- (117) 拉彌亞（Lomia）
- (118) 佩托（Peitho）
- (119) 阿耳泰亞（英语：Althaea (mythology)）（Althaea）
- (120) 拉刻西斯（Lachesis）
- (121) 赫耳彌俄涅（Hermione）
- (124) 阿爾克斯提斯（Alkeste）
- (128) 涅墨西斯（Nemesis）
- (129) 安蒂岡妮（Antigone）
- (130) 厄勒克特拉（Elektra）
- (132) 埃特拉（Aethra）
- (133) 昔利尼（英语：Cyrene (mythology)）（Cyrene）
- (137) 梅利博厄亞（Meliboea）
- (147) 普羅特吉尼亞（Protogeneia）
- (149) 梅杜莎（Medusa）
- (155) 斯庫拉（Scylla）
- (157) 德伊阿妮拉（Dejanira）
- (158) 科洛尼斯（Koronis）
- (163) 厄里戈涅（Erigone）
- (166) 洛多佩（英语：Rhodope (mythology)）（Rhodope）
- (168) 西比拉（Sibylla）
- (172) 鮑西絲（Baucis）
- (173) 伊諾（Ino）
- (174) 淮德拉（Phaedra）
- (175) 安德洛瑪刻（Andromache）
- (179) 克呂泰涅斯特拉（Klytaemnestra）
- (185) 尤尼刻（Eunike）
- (188) 墨尼珀（英语：Menippe and Metioche）（Menippe）
- (190) 伊斯墨涅（Ismene）
- (192) 瑙絲卡（Nausikaa）
- (193) 安布羅西亞（Ambrosia）
- (194) 普羅克妮（Prokne）
- (195) 尤麗克萊亞（Eurykleia）
- (196) 菲洛墨拉（Philomela）
- (197) 阿瑞忒（英语：Arete (mythology)）（Arete）
- (198) 安普羅斯（英语：Ampelos）（Ampella）
- (199) 比布利斯（Byblis）
- (200) 底那墨涅（Dynamene）
- (201) 潘妮洛碧（Penelope）
- (202) 克律塞伊斯（Chryseïs）
- (204) 卡利斯托（Kallisto）
- (212) 美狄亞（Medea）
- (213) 利萊雅（Lilaea）
- (215) 歐諾內（Oenone）
- (217) 歐多拉（Eudora）
- (221) 厄俄斯（Eos）
- (230) 阿塔曼蒂斯（Athamantis）
- (233) 阿斯忒洛珀（Asterope）
- (239) 阿德剌斯特亞（英语：Adrasteia）（Adrastea）
- (243) 艾達（英语：Ida (nurse of Zeus)）（Ida）
- (247) 歐刻蘭特（英语：Eucrante (mythology)）（Eukrate）
- (248) 拉米亞（Lameia）
- (258) 堤喀（Tyche）
- (259) 阿勒西亞（Aletheia）
- (261) 普律摩諾（Prymno）
- (271) 彭忒西勒亞（Penthesilea）
- (273) 阿特羅波斯（Atropos）
- (279) 圖勒（Thule）
- (288) 格勞刻（英语：Glauce）（Glauke）
- (296) 法厄圖薩（英语：Phaethusa）（Phaëtusa）
- (307) 尼刻（Nike）
- (308) 波吕克索（Polyxo）
- (322) 菲奧（Phaeo）
- (342) 恩底彌翁（Endymion）
- (381) 密耳拉（Myrrha）
- (388) 卡律布狄斯（Charybdis）
- (393) 蘭佩提亞（Lampetia）
- (395) 德利亞（Delia）
- (398) 阿德墨忒（Admete）
- (399) 波瑟芬妮（Persephone）
- (402) 克蘿伊（Chloë）
- (403) 西亞涅（Cyane）
- (404) 阿爾西諾伊（英语：Arsinoe (Greek myth)）（Arsinoë）
- (405) 忒亚（Thia）
- (410) 克洛里斯（Chloris）
- (411) 桑希（Xanthe）
- (414) 利里俄珀（英语：Liriope (nymph)）（Liriope）
- (427) 加勒涅（英语：Galene (mythology)）（Galene）
- (429) 洛提斯（英语：Lotis (mythology)）（Lotis）
- (430) 許布里斯（英语：Hybris (mythology)）（Hybris）
- (431) 涅斐勒（Nephele）
- (432) 皮媞亞（Pythia）
- (433) 厄羅斯（Eros）
- (437) 洛狄亞（Rhodia）
- (438) 宙克索（英语：Zeuxo (Oceanid)）（Zeuxo）
- (462) 厄里費勒（英语：Eriphyle）（Eriphyla）
- (464) 墨蓋拉（Megaira）
- (465) 阿萊克托（Alekto）
- (466) 提西福涅（Tisiphone）
- (488) 克瑞烏薩（Kreusa）
- (507) 拉俄狄刻（英语：Laodice (daughter of Priam)）（Laodica）
- (556) 費利斯（Phyllis）
- (567) 埃勒烏塞里亞（Eleutheria）
- (569) 米薩（Misa）
- (577) 瑞亞（Rhea）
- (580) 塞勒涅（Selene）
- (587) 海普西碧莉（Hypsipyle）
- (588) 阿基里斯（Achilles）
- (595) 波莉克西娜（Polyxena）
- (600) 繆斯（Musa）
- (603) 提曼德拉（英语：Timandra (mythology)）（Timandra）
- (604) 忒克墨莎（Tekmessa）
- (617) 帕特羅克洛斯（Patroclus）
- (624) 赫克托爾（Hektor）
- (627) 卡里忒斯（Charis）
- (632) 皮拉（Pyrrha）
- (637) 克律索忒弥斯（Chrysothemis）
- (628) 摩伊賴（Moira）
- (646) 卡斯塔利亞（Kastalia）
- (651) 安提卡利亞（Antikleia）
- (655) 布里塞伊斯（Briseïs）
- (658) 阿斯忒里亞（Asteria）
- (659) 涅斯托爾（Nestor）
- (676) 梅麗塔（英语：Melissa）（Melitta）
- (692) 喜波妲蜜亞（Hippodamia）
- (836) 伊俄勒（英语：Iole）（Jole）
- (870) 曼托（Manto）
- (875) 寧芙（Nymphe）
- (880) 赫爾巴（Herba）
- (881) 雅典娜（Athene）
- (884) 普里阿摩斯（Priamus）
- (889) 厄里倪厄斯（Erynia）
- (896) 斯芬克斯（Sphinx）
- (899) 伊俄卡斯忒（Jokaste）
- (911) 阿加曼農（Agamemnon）
- (1009) 塞壬（Sirene）
- (1011) 拉俄達彌亞（Laodamia）
- (1027) 阿斯克勒庇俄斯（Aesculapia）
- (1036) 蓋尼米德（Ganymed）
- (1051) 墨洛珀（Merope）
- (1108) 狄蜜特（Demeter）
- (1143) 奧德修斯（Odysseus）
- (1172) 艾尼亞斯（Äneas）
- (1173) 安喀塞斯（Anchises）
- (1184) 蓋亞（Gaea）
- (1208) 特洛伊羅斯（Troilus）
- (1309) 許珀耳玻瑞亞（Hyperborea）
- (1388) 阿芙蘿黛蒂（Aphrodite）
- (1404) 大埃阿斯（Ajax）
- (1437) 狄俄墨德斯（Diomedes）
- (1566) 伊卡洛斯（Icarus）
- (1583) 安提洛科斯（Antilochus）
- (1647) 墨涅拉俄斯（Menelaus）
- (1749) 鐵拉蒙（Telamon）
- (1808) 貝勒羅豐（Bellerophon）
- (1809) 普羅米修斯（Prometheus）
- (1810) 艾比米修斯（Epimetheus）
- (1862) 阿波羅（Apollo）
- (1864) 代達洛斯（Daedalus）
- (1865) 刻耳柏洛斯（Cerberus）
- (1866) 薛西弗斯（Sisyphus）
- (1867) 得伊福玻斯（Deiphobus）
- (1868) 忒耳西忒斯（Thersites）
- (1869) 斐洛克特底（Philoctetes）
- (1870) 格勞科斯（英语：Glaucus (son of Hippolochus)）（Glaukos）
- (1871) 阿斯提阿那克斯（Astyanax）
- (1872) 赫勒諾斯（Helenos）
- (1873) 阿格諾（Agenor）
- (1916) 玻瑞阿斯（Boreas）
- (1943) 安忒洛斯（Anteros）
- (1981) 邁達斯（Midas）
- (2060) 凱隆（Chiron）
- (2101) 阿多尼斯（Adonis）
- (2102) 坦塔洛斯（Tantalus）
- (2135) 阿瑞斯泰俄斯（Aristaeus）
- (2146) 斯滕托爾（Stentor）
- (2148) 埃佩烏斯（英语：Epeius）（Epeios）
- (2150) 尼克提墨涅（英语：Nyctimene (mythology)）（Nyctimene）
- (2207) 安忒諾耳（Antenor）
- (2212) 赫菲斯托斯（Hephaistos）
- (2223) 薩爾珀冬（Sarpedon）
- (2241) 阿爾卡托俄斯（Alcathous）
- (2260) 奈奧普托勒姆斯（Neoptolemus）
- (2329) 俄耳托洛斯（Orthos）
- (2357) 費瑞克洛斯（Phereclos）
- (2363) 克布里奧涅斯（Cebriones）
- (2456) 帕拉米迪斯（英语：Palamedes (mythology)）（Palamedes）
- (2594) 阿卡馬斯（Acamas）
- (2674) 潘達羅斯（Pandarus）
- (2759) 伊多墨紐斯（Idomeneus）
- (2797) 特奧瑟（Teucer）
- (2878) 帕那刻亞（Panacea）
- (2893) 皮羅斯（Peiroos）
- (2895) 門農（Memnon）
- (2920) 奧托墨冬（Automedon）
- (3063) 馬卡翁（英语：Machaon (mythology)）（Makhaon）
- (3200) 法厄同（Phaethon）
- (3240) 拉奥孔（Laocoon）
- (3317) 帕里斯（Paris）
- (3361) 奧菲斯（Orpheus）
- (3391) 希農（Sinon）
- (3451) 曼托爾（英语：Mentor (Greek myth)）（Mentor）
- (3540) 普羅忒西拉俄斯（英语：Protesilaus）（Protesilaos）
- (3548) 歐律巴忒斯（Eurybates）
- (3564) 塔爾西比烏斯（Talthybius）
- (3596) 梅里奧內斯（英语：Meriones (mythology)）（Meriones）
- (3671) 戴歐尼修斯（Dionysus）
- (3709) 波呂波忒斯（英语：Polypoetes）（Polypoites）
- (3793) 萊昂忒烏斯（英语：Leonteus (mythology)）（Leonteus）
- (3794) 斯泰內勒斯（英语：Sthenelus (son of Capaneus)）（Sthenelos）
- (3801) 特拉塞米迪斯（英语：Thrasymedes (son of Nestor)）（Thrasymedes）
- (3908) 倪克斯（Nyx）
- (4007) 歐瑞拉斯（英语：Euryalus）（Euryalos）
- (4060) 狄皮洛斯（Deipylos）
- (4063) 歐福耳布斯（英语：Euphorbus）（Euforbo）
- (4086) 波達里留斯（Podalirius）
- (4138) 卡爾克斯（英语：Calchas）（Kalchas）
- (4341) 波塞頓（Poseidon）
- (4348) 波呂達瑪斯（Poulydamas）
- (4543) 菲尼克斯（英语：Phoenix (son of Amyntor)）（Phoinix）
- (4544) 桑托斯（英语：Balius and Xanthus）（Xanthus）
- (4708) 波呂多洛斯（英语：Polydorus of Troy）（Polydoros）
- (4709) 恩諾默斯（英语：Ennomus）（Ennomos）
- (4722) 阿格勞斯（英语：Agelaus）（Agelaos）
- (4754) 潘索斯（Panthoos）
- (4769) 卡斯塔利亞（Castalia）
- (4791) 伊菲達瑪斯（Iphidamas）
- (4805) 阿斯忒羅派俄斯（Asteropaios）
- (4827) 達里斯（英语：Dares Phrygius）（Dares）
- (4828) 米塞納斯（Misenus）
- (4829) 塞爾蓋斯圖斯（Sergestus）
- (4832) 帕利努魯斯（Palinurus）
- (4833) 梅吉斯（Meges）
- (4834) 托阿斯（英语：Thoas (mythology)）（Thoas）
- (4835) 阿薩烏斯（Asaeus）
- (4836) 梅登（英语：Medon (mythology)）（Medon）
- (4867) 波利特斯（英语：Polites of Troy）（Polites）
- (4902) 忒薩德魯斯（Thessandrus）
- (4946) 阿斯卡拉夫斯（英语：Ascalaphus (son of Ares)）（Askalaphus）
- (5012) 歐律墨冬（英语：Eurymedon (mythology)）（Eurymedon）
- (5023) 阿伽珀諾耳（Agapenor）
- (5025) 墨基斯透斯（英语：Mecisteus (mythology)）（Mecisteus）
- (5027) 安德魯厄斯（Androgeos）
- (5028) 哈萊蘇斯（Halaesus）
- (5041) 西奧特斯（Theotes）
- (5085) 希波克林（Hippocrene）
- (5119) 安布留斯（Imbrius）
- (5120) 比提亞斯（Bitias）
- (5126) 阿卡門尼德斯（Achaemenides）
- (5130) 伊利俄紐斯（Ilioneus）
- (5143) 海克力斯（Heracles）
- (5144) 阿蓋特（Achates）
- (5233) 納斯提斯（英语：Amphimachus of Caria）（Nastes）
- (5244) 安菲羅科斯（英语：Amphilochus I of Argos）（Amphilochos）
- (5254) 尤利西斯（Ulysses）
- (5257) 勞格努斯（Laogonus）
- (5259) 埃佩吉烏斯（英语：Epigeus）（Epeigeus）
- (5264) 泰勒弗斯（Telephus）
- (5284) 歐律洛科斯（英语：Orsilochus）（Orsilocus）
- (5285) 克雷頓（英语：Crethon）（Krethon）
- (5335) 達摩克利斯（Damocles）
- (5436) 歐墨洛斯（英语：Eumelus of Bosporus）（Eumelos）
- (5476) 穆利烏斯（Mulius）
- (5511) 克洛安圖斯（Cloanthus）
- (5637) 蓋亞斯（Gyas）
- (5638) 迪康（Deikoon）
- (5648) 阿克修斯（英语：Axius (mythology)）（Axius）
- (5652) 安菲瑪科斯（Amphimachus）
- (5731) 宙斯（Zeus）
- (5786) 塔羅斯（Talos）
- (5907) 里格穆斯（Rhigmus）
- (6002) 依帝安（Eetion）
- (6063) 伊阿宋（Jason）
- (6261) 喀伊奧涅（英语：Daedalion）（Chione）
- (6443) 哈耳帕利翁（Harpalion）
- (6545) 萊特斯（Leitus）
- (6997) 拉俄墨冬（Laomedon）
- (6998) 提索奧努斯（Tithonus）
- (7066) 涅索斯（Nessus）
- (7092) 卡德摩斯（Cadmus）
- (7119) 希埃拉（英语：Hiera (mythology)）（Hiera）
- (7152) 尤尼奧斯（Euneus）
- (7214) 安提克洛斯（Anticlus）
- (7352) 許普塞諾爾（Hypsenor）
- (7543) 普瑞利斯（英语：Prylis (mythology)）（Prylis）
- (7641) 克泰托斯（英语：Eurytus and Cteatus）（Cteatus）
- (7815) 多隆（英语：Dolon (mythology)）（Dolon）
- (8125) 廷達瑞俄斯（Tyndareus）
- (8241) 阿格里烏斯（Agrius）
- (8317) 歐律薩克斯（Eurysaces）
- (8405) 阿斯玻魯斯（Asbolus）
- (9023) 涅斯提俄斯（英语：Mnestheus）（Mnesthus）
- (9030) 奧瑟羅紐斯（Othryoneus）
- (9142) 里瑟斯（英语：Rhesus of Thrace）（Rhesus）
- (9590) 海瑞亞（英语：Hyria (Boeotia)）（Hyria）
- (9671) 赫墨拉（Hemera）
- (9694) 呂科墨德斯（英语：Lycomedes of Scyros）（Lycomedes）
- (9712) 瑙普利奧斯（Nauplius）
- (9713) 奧埃阿克斯（英语：Oeax (mythology)）（Oeax）
- (9790) 得伊皮羅斯（Deipyrus）
- (9807) 瑞妮（英语：Rhene (mythology)）（Rhene）
- (9857) 赫卡米德（Hecamede）
- (9907) 奧勒烏斯（Oileus）
- (10199) 查理洛（Chariklo）
- (10247) 安菲阿拉俄斯（Amphiaraos）
- (10295) 希波呂忒（Hippolyta）
- (10370) 海洛諾美（Hylonome）
- (11251) 伊卡里翁（Icarion）
- (11395) 伊菲諾斯（Iphinous）
- (11509) 塞爾西洛庫斯（英语：Thersilochus）（Thersilochos）
- (11552) 布科利翁（Boucolion）
- (11553) 斯加利亞（Scheria）
- (11554) 阿修斯（英语：Asius (mythology)）（Asios）
- (11668) 巴利俄斯（英语：Balius and Xanthus）（Balios）
- (11887) 埃刻蒙（Echemmon）
- (12052) 阿瑞塔翁（Aretaon）
- (12238) 阿克托爾（英语：Actor (mythology)）（Actor）
- (12444) 普羅透翁（Prothoon）
- (12714) 阿爾基穆斯（英语：Alcimus (mythology)）（Alkimos）
- (12916) 埃忒奧紐斯（Eteoneus）
- (12923) 齊菲兒（Zephyr）
- (12929) 佩里博亞（Periboea）
- (12972) 歐墨魯斯（Eumaios）
- (12973) 墨蘭提俄斯（英语：Melanthius (Odyssey)）（Melanthios）
- (12974) 哈利瑟斯（Halitherses）
- (13062) 波達切斯（英语：Podarces）（Podarkes）
- (13185) 阿加辛尼（Agasthenes）
- (13229) 埃基翁（Echion）
- (13387) 伊魯斯（英语：Arnaeus）（Irus）
- (13650) 佩里梅德斯（Perimedes）
- (13862) 厄拉伊斯（Elais）
- (14791) 阿特柔斯（Atreus）
- (14792) 堤厄斯忒斯（Thyestes）
- (14827) 許普諾斯（Hypnos）
- (15094) 波呂墨勒（Polymele）
- (15440) 厄俄紐斯（Eioneus）
- (15663) 佩里法斯（Periphas）
- (15913) 鐵拉馬庫斯（Telemachus）
- (16560) 戴托爾（Daitor）
- (16974) 伊佛提墨（Iphthime）
- (17314) 艾薩克斯（Aisakos）
- (17365) 蒂姆布雷厄斯（Thymbraeus）
- (17492) 希帕蘇斯（英语：Hippasus (mythology)）（Hippasos）
- (17936) 尼羅斯（Nilus）
- (18060) 扎瑞克斯（Zarex）
- (18228) 許珀瑞諾耳（Hyperenor）
- (18263) 安基阿路斯（英语：Anchialus）（Anchialos）
- (18268) 達耳達諾斯（Dardanos）
- (18493) 德莫利奧尼（Demoleon）
- (19521) 卡俄斯（Chaos）
- (21284) 潘狄翁（Pandion）
- (22199) 克洛尼奧斯（Klonios）
- (22203) 普羅托諾（Prothoenor）
- (22222) 霍迪奧斯（Hodios）
- (22227) 普羅托埃諾爾（Polyxenos）
- (23135) 費達斯（英语：Pheidas (mythology)）（Pheidas）
- (23549) 埃皮克勒斯（Epicles）
- (24587) 卡帕紐斯（英语：Capaneus）（Kapaneus）
- (24603) 梅基斯透斯（英语：Mecisteus of Argos）（Mekistheus）
- (26057) 安卡尤斯（英语：Ancaeus of Arcadia）（Ankaios）
- (26763) 皮瑞蘇斯（Peirithoos）
- (28978) 伊克西翁（Ixion）
- (29196) 迪烏斯（Dius）
- (29314) 歐律達瑪斯（Eurydamas）
- (30704) 斐格俄斯（Phegeus）
- (30942) 赫利卡翁（Helicaon）
- (31037) 邁頓（Mydon）
- (31344) 阿加松（Agathon）
- (32720) 西莫伊西奧斯（Simoeisios）
- (32726) 克羅米奧斯（Chromios）
- (32811) 阿皮薩翁（Apisaon）
- (34746) 托昂（英语：Thoön (mythology)）（Thoon）
- (34993) 歐艾蒙（Euaimon）
- (37117) 納西瑟斯（Narcissus）
- (37519) 安菲烏斯（英语：Amphius）（Amphios）
- (38050) 比阿斯（英语：Bias (mythology)）（Bias）
- (38083) 拉達曼迪斯（Rhadamanthus）
- (39463) 菲勒烏斯（Phyleus）
- (42355) 堤豐（Typhon）
- (42403) 安德賴蒙（英语：Andraemon）（Andraimon）
- (43706) 伊菲克洛斯（Iphiklos）
- (48373) 戈爾吉修斯（Gorgythion）
- (48767) 斯卡曼德（英语：Scamander）（Skamander）
- (52767) 奧菲萊斯忒斯（Ophelestes）
- (52872) 奧喀羅埃（Okyrhoe）
- (53311) 杜卡利翁（Deucalion）
- (55701) 尤卡勒貢（英语：Ucalegon）（Ukalegon）
- (55702) 提摩厄忒斯（英语：Thymoetes）（Thymoitos）
- (58084) 希刻塔翁（英语：Hicetaon）（Hiketaon）
- (58931) 帕爾米斯（Palmys）
- (60558) 厄開克洛斯（Echeclus）
- (65210) 斯提丘斯（Stichius）
- (65489) 刻托（Ceto）
- (65583) 塞奧克勒墨諾斯（英语：Theoclymenus）（Theoklymenos）
- (65590) 阿爾克普托勒莫斯（Archeptolemos）
- (69230) 赫耳墨斯（Hermes）
- (73637) 古尼烏斯（Guneus）
- (83982) 克蘭托（英语：Crantor (mythology)）（Crantor）
- (85030) 阿德墨托斯（Admetos）
- (96189) 比馬龍（Pygmalion）
- (99950) 歐肯諾耳（Euchenor）
- (121725) 阿斐達斯（英语：Apheidas）（Aphidas）
- (129137) 希波羅科斯（英语：Hippolochus (mythology)）（Hippolochos）
- (134329) 庫克諾斯（Cycnos）
- (134419) 希波透斯（Hippothous）
- (136199) 厄里斯（Eris）
- (136557) 涅萊烏斯（Neleus）
- (164585) 俄諾瑪俄斯（Oenomaos）
- (171433) 普羅透斯（Prothous）
- (173086) 尼柔斯（Nireus）
- (173117) 普羅馬庫斯（Promachus）
- (181279) 伊阿呂克斯（Iapyx）
- (181751) 費諾普斯（Phaenops）
- (184280) 許佩里翁（Yperion）
- (188847) 里菲俄斯（英语：Ripheus）（Rhipeus）
- (189004) 卡皮斯（英语：Capys (son of Assaracus)）（Capys）
- (189310) 波呂達瑪斯（Polydamas）
- (192220) 奧伊克勒斯（Oicles）
- (200069) 阿拉斯托（Alastor）
- (216462) 波呂豐忒斯（Polyphontes）
- (221908) 阿加斯特羅福斯（Agastrophus）
- (221917) 歐皮忒斯（Opites）
- (225276) 雷伊托斯（Leïtos）
- (228110) 歐多拉斯（英语：Eudoros）（Eudorus）
- (231666) 艾西蒙努斯（Aisymnos）
- (248183) 佩桑德（英语：Peisander (mythology)）（Peisandros）
- (264150) 多洛普斯（Dolops）
- (314082) 德律俄珀（Dryope）
- (330836) 奧利烏斯（Orius）
- (343158) 瑪耳緒阿斯（Marsyas）
- (346889) 里福努斯（Rhiphonos）
- (353189) 伊阿索斯（Iasus）
- (356217) 克里夢妮（Clymene）
- (360072) 阿爾西墨冬（Alcimedon）
- (382238) 尤菲姆斯（Euphemus）
- (385571) 奧特雷拉（Otrera）
- (385695) 克麗特（Clete）

## 埃及神話
- (42) 伊西斯（Isis）
- (161) 哈索爾（Athor）
- (287) 奈芙蒂斯（Nephthys）
- (896) 斯芬克斯（Sphinx）
- (1122) 涅伊特（Neith）
- (1912) 阿努比斯（Anubis）
- (1923) 歐西里斯（Osiris）
- (1924) 荷魯斯（Horus）
- (2062) 阿登（Aten）
- (2100) 拉（Ra-Shalom）
- (2340) 哈索爾（Hathor）
- (3554) 阿蒙（Amun）
- (4257) 芭絲特（Ubasti）
- (5011) 卜塔（Ptah）
- (5381) 塞赫麥特（Sekhmet）
- (99942) 阿波菲斯（Apophis）
- (101955) 貝努（Bennu）
- (136818) 塞爾凱特（Selqet）
- (306367) 努特（Nut）

## 北歐神話
- (76) 弗蕾亞（Freia）
- (77) 弗麗加（Frigga）
- (122) 葛德（Gerda）
- (123) 布倫希爾德（Brunhild）
- (131) 渥爾娃（Vala）
- (135) 赫塔（Hertha）
- (167) 烏爾德（Urda）
- (176) 伊登（Iduna）
- (191) 庫爾嘉（Kolga）
- (240) 凡納迪斯（Vanadis）
- (299) 索爾（Thora）
- (328) 古德倫（Gudrun）
- (351) 伊爾薩（Yrsa）
- (391) 英格博格（Ingeborg）
- (459) 希格妮（英语：Signy）（Signe）
- (621) 薇兒丹蒂（Werdandi）
- (657) 格蘿德（Gunlöd）
- (699) 海拉（Hela）
- (877) 女武神（Walküre）
- (894) 嬌德（Erda）
- (949) 赫爾（Hel）
- (962) 亞絲拉琪（Aslög）
- (1130) 詩寇蒂（Skuld）
- (2155) 奧丁（Wodan）
- (2630) 赫爾莫德（Hermod）
- (3989) 奧丁（Odin）
- (3990) 海姆達爾（Heimdall）
- (4059) 巴德爾（Balder）
- (4092) 提爾（Tyr）
- (4213) 尼奧爾德（Njord）
- (4484) 希芙（Sif）
- (4572) 布拉基（Brage）
- (4669) 霍德爾（Høder）
- (4862) 洛基（Loke）
- (4894) 阿斯克（英语：Ask and Embla）（Ask）
- (4895) 恩布拉（英语：Ask and Embla）（Embla）
- (6666) 弗雷（Frö）
- (85585) 妙爾尼爾（Mjolnir）

## 凱爾特神話
- (116) 希羅納（Sirona）
- (178) 貝麗薩瑪（Belisana）
- (394) 阿爾度納（Arduina）
- (456) 阿布諾巴（Abnoba）
- (2462) 尼哈勒尼亞（Nehalennia）
- (4179) 图塔蒂斯（Toutatis）
- (5164) 穆洛（英语：Mullo (god)）（Mullo）
- (5370) 塔拉尼斯（Taranis）
- (189011) 奧格米俄斯（Ogmios）
- (217628) 魯格（Lugh）
- (481984) 科爾努諾斯（Cernunnos）

## 斯拉夫神話
- (140) 西瓦（英语：Živa (mythology)）（Siwa）
- (2273) 雅里洛（Yarilo）
- (2522) 特里格拉夫峰（Triglav）
- (2581) 拉得加斯特（英语：Radegast (god)）（Radegast）
- (2832) 拉達（英语：Lada (mythology)）（Lada）
- (4250) 佩魯恩（Perun）

## 中國神話
- (150) 女媧（Nuwa）
- (4047) 嫦娥（Chang'E）
- (225088) 共工（Gonggong）
- (471325) 檮杌（Taowu）
- (472235) 燭龍（Zhulong）

## 印度神話
- (244) 悉多（Sita）
- (770) 巴利（英语：Mahabali）（Bali）
- (1170) 濕婆（Siva）
- (2211) 哈奴曼（Hanuman）
- (2307) 迦樓羅（Garuda）
- (2313) 阿魯那（英语：Aruna (Hinduism)）（Aruna）
- (2347) 毗那塔（Vinata）
- (2415) 迦尼薩（Ganesa）
- (2491) 陀濕多（Tvashtri）
- (2629) 樓陀羅（Rudra）
- (2847) 帕爾瓦蒂（Parvati）
- (4034) 毗濕奴（Vishnu）
- (4401) 阿底提（Aditi）
- (5863) 度母（英语：Tara (Mahavidya)）（Tara）
- (10819) 大黑天（Mahakala）
- (20000) 伐樓拿（Varuna）
- (398188) 阿耆尼（Agni）

## 印加神話
- (475) 奧克略（英语：Mama Ocllo）（Ocllo）
- (504) 科拉（Cora）
- (505) 卡瓦（Cava）
- (2738) 維拉科查（Viracocha）
- (2739) 塔瓜西帕（Taguacipa）
- (5056) 拉胡亞（Rahua）

## 芬蘭神話
- (1705) 塔皮奧（Tapio）
- (2091) 三寶磨（Sampo）
- (2096) 萬奈摩寧（Väinö）
- (2107) 伊爾瑪利寧（Ilmari）
- (2715) 米耶莉基（Mielikki）
- (2716) 圖莉基（Tuulikki）
- (2717) 泰勒沃（Tellervo）
- (2826) 阿赫蒂（Ahti）
- (2827) 韋拉摩（Vellamo）
- (2828) 伊庫-圖爾索（Iku-Turso）
- (3606) 波赫約拉（Pohjola）

## 美索不達米亞神話
- (1812) 吉爾伽美什（Gilgamesh）
- (4947) 寧卡西（Ninkasi）

## 阿茲特克神話
- (1915) 克察爾科亞特爾（Quetzalcoatl）
- (1980) 特斯卡特利波卡（Tezcatlipoca）

## 日本神話
- (9106) 八咫烏（Yatagarasu）
- (10209) 伊邪那岐（Izanaki）
- (10227) 伊邪那美（Izanami）
- (10385) 天照（Amaterasu）
- (10412) 月讀（Tsukuyomi）
- (10604) 素戔嗚尊（Susanoo）
- (10613) 櫛名田比賣（Kushinadahime）
- (10619) 瓊瓊杵尊（Ninigi）
- (10627) 大國主（Ookuninushi）
- (10725) 少彥名（Sukunabikona）
- (10727) 秋津洲（Akitsushima）
- (10768) 猿田彥（Sarutahiko）
- (10804) 天鈿女命（Amenouzume）
- (10831) 高天原（Takamagahara）
- (10888) 八歧大蛇（Yamatano-orochi）
- (98943) 鳥船（Torifune）
- (162173) 龍宮（Ryugu）

## 其他
- (214) 阿什拉（Aschera）
- (246) 阿斯波莉娜（Asporina）
- (270) 阿娜希塔（Anahita）
- (343) 歐絲塔拉（Ostara）
- (385) 伊爾瑪達爾（Ilmatar）
- (601) 那瑟斯（Nerthus）
- (672) 阿斯塔蒂（Astarte）
- (2025) 諾爾提亞（Nortia）
- (2176) 多納爾（Donar）
- (2202) 佩蕾（Pele）
- (2449) 凱諾斯（Kenos）
- (2687) 托塔利（Tortali）
- (2881) 梅黛娜（英语：Medeina）（Meiden）
- (3271) 烏爾（Ul）
- (15810) 亞勞恩（Arawn）
- (38628) 胡雅（英语：Huya (mythology)）（Huya）
- (47171) 倫波（Lempo）
- (50000) 夸歐爾（Quaoar）
- (79360) 西拉（英语：Silap Inua）-奴娜姆（Sila-Nunam）
- (90377) 賽德娜（Sedna）
- (136108) 哈烏美亞（英语：Haumea (mythology)）（Haumea）
- (136472) 馬基馬基（Makemake）
- (148780) 阿爾吉拉（Altjira）
- (229762) 貢孔迪瑪（Gǃkúnǁʼhòmdímà）
- (420356) 普拉姆濟烏斯（英语：Dievas）（Praamzius）
- (428694) 紹萊斯（Saule）
- (471143) 德娃娜（英语：Devana）（Dziewanna）
- (474640) 阿利坎托（Alicanto）
- (506074) 史瓦羅格（Svarog）
- (620096) 庫魯皮拉（Curupira）